# ريبيكا برانديس
ريبيكا برانديس (بالإنجليزية: Rebekah Brandes)‏ (مواليد 28 يونيو 1985) هي ممثلة سينمائية وتلفزيونية أمريكية. ولدت في ديترويت، ميشيغان، الولايات المتحدة، لديها 14 فيلم، وأول فيلم كان في عام الـ 2005 وهو Slaughter Party وآخر فيلم في عام 2013 وهو Nothing left to fear

## سيرتها الفنية
غادرت ريبيكا برانديس منزلها لهوليوود في سن الـ 18 لحضور الأكاديمية الأمريكية الشهيرة للفنون المسرحية. بعد تخرجهاسرعان ما بدأت تظهر على شاشة التلفزيون مثل NCIS، العقول الجنائية واليونانية والمنسية، ولكنها كانت في عالم السينما التي سحبت حقا لها بالدخول. جذبت ريبيكا الانتباه لها إثر أداء الاختراق في عام 2011 مهرجان صندانس السينمائي العرض الأول لل«جريس»، وهو رولينج ستون فيلم«شيء من الجمال سامة». جاء أول دور لها بفارق ثلاث سنوات في الحائز على جائزة «فيلم منتصف الليل» في وقت سابق، والحصول على أفضل ترشيح ممثلة في مهرجان شيكاغو السينمائي الرعب. ريبيكا لديها فلمين يتم العمل عليهما، والفيلم لأول مرة من قبل القطع من البنادق ن 'الورد، «لم يبق شيء للخوف»، وبطولة أيضا آن Heche وإيثان بيك، فضلا عن' أبريل نهاية العالم 'مع ريس تومبسون، و «فلويديك»، وهو فيلم الخيال العلمي.

## قائمة الأفلام والاسم في الفيلم
| Slaughter Party                                     | bobbi             | 2005                    |
| Evil Ever After (الشر من اي وقت مضي بعد)            | Jamie             | 2006                    |
| Curse of Pirate Death (لعنه الموت القراصنه)         | Mandy             | 2006                    |
| Grim Reaper (قائمة المفغرة)                         | Katie             | 2007                    |
| Succubus: Hell Bent                                 | Hottie            | 2007 (بنت الجحيم)       |
| Midnight Movie                                      | Bridge            | 2008 (فيلم منتصف الليل) |
| Days 3 (أيام)                                       | Sarah             | 2008                    |
| جوناس براذرز: تجربه موسيقيه 3D                      | -                 | 2009                    |
| Two-Legged Rat Bastards (الانذال الجرذ من مباراتين) | Tammy             | 2011                    |
| Bellflower (الجريس)                                 | Courtney          | 2011                    |
| The Romance of Loneliness (الرومانسية من الوحدة)    | Cristina          | 2012                    |
| Chick Magnet                                        | Missy Pendergrass | 2012                    |
| D-Hall                                              | Girl              | 2013                    |
| Nothing Left to Fear (ليس هناك ما يخشاه)            | Rebecca           | 2013                    |
| April Apocalypse                                    | ِApril             | 2013                    |

## وصلات خارجية
- ريبيكا برانديس على موقع IMDb (الإنجليزية)
- ريبيكا برانديس على موقع ألو سيني (الفرنسية)
- ريبيكا برانديس على موقع أول موفي (الإنجليزية)
- ريبيكا برانديس على موقع قاعدة بيانات الفيلم (الإنجليزية)
- ريبيكا برانديس على موقع كينوبويسك (الروسية)
- صفحة الممثلة على موقع Efilm